# Medium (kunst)
In de kunst is een medium (meervoud: media) een term om het materiaal en de grondstoffen aan te duiden, aangewend door een kunstenaar om een kunstwerk te vervaardigen. Het geeft dus niet weer in welke stijl, op welke manier of met welke gereedschappen een werk is gemaakt.
Vaak is een kunstwerk het resultaat van het gebruik van één enkel medium op een ondergrond of 'drager', maar soms kunnen verschillende media ook vermengd worden met elkaar, zoals bij collage, mixed media, installatiekunst of assemblagekunst. 
De aanduiding van het voor het maken van een kunstwerk gebruikte materiaal, eventueel in combinatie met de drager, wordt ook wel 'de techniek' genoemd. De techniek waarin een kunstwerk gemaakt is wordt in catalogi van tentoonstellingen vaak vermeld volgens variaties op de volgende formule:
Naam Kunstenaar, Titel van het werk, jaartal, medium - drager, afmetingen

## Media bij het tekenen

### Materiaal
- Houtskool
- Inkt
- Krijt
- Oliepastel
- Pastelkrijt
- Potlood (grafiet)
- Viltstift

### Drager
- Canvas
- Karton
- Papier
- Papyrus

## Media bij het schilderen

### Materiaal
- Acrylverf
- Alkydverf
- Aquarel
- Gesso
- Gouache
- Grondverf
- Latexverf
- Lijm
- Olie
- Olieverf
- Pigment
- Tempera
- Vinylverf

### Drager
- Canvas
- Glas
- Hardboard
- Hout
- Huid
- Karton
- Metaal
- Papier
- Schors
- Steen
- Textiel

## Media bij het beeldhouwen
De lijst met mogelijke materialen en combinaties in de beeldhouwkunst is eindeloos.
- aarde, beton, cement, gips, grind, klei, leem, pleister, zand
- glas, kralen
- hout, hardboard
- lijm, kunsthars, stijfsel
- metaal, brons, kippengaas, ijzerdraad, staal
- papier, karton, papier-maché
- kunststof, epoxy, piepschuim,  plastic
- steen, baksteen, edelsteen, graniet, kalksteen, marmer, zandsteen
- textiel, kunstvezel, nylon
- ijs, stuifmeel, was

## Overige
Marshall McLuhan verwierf bekendheid in de jaren zestig met zijn publicaties Understanding Media: The Extensions of Man en The Medium is the Massage: An Inventory of Effects. Hierin ontwikkelde hij theorieën over het gebruik van massamedia en elektronische communicatiemiddelen binnen de hedendaagse cultuur. Zijn bijdragen tot de mediatheorie zijn nog steeds van invloed, bijvoorbeeld bij het onderzoeken van nieuwe media zoals video en internet.